# Membre de Savigny
Le membre de Savigny fait partie de la commanderie de la Tombe-Issoire et du prieuré hospitalier de Saint-Jean de Latran.

## Origines
Le membre de Savigny qui faisait partie de la commanderie de la Tombe-Issoire fut rattaché au prieuré hospitalier de Saint-Jean en l'Île-lez-Corbeil par Guillaume de Mailg, en 1353, pour augmenter les ressources de ce prieuré.

## Le membre
Dans un bail datant de 1466, Renaud Gorre, commandeur, déclare affermer pour neuf ans à un certain Germain Amaury, laboureur à Chasseney, la métairie avec étables, grange, cour, jardin fermé de murs, moulin à vent et 720 arpents de terre labourable au membre de Montrouge, 10 arpents de prés au Membre de Chantilly et Savigny-sur-Orge, contre un fermage de 2,5 muids de blé, 1,5 muids d'avoine, un sétier de grosses féves et quatre douzaines de pignons,.

## Sources
- Eugène Mannier, Les commanderies du grand prieuré de France d'après les documents inédits conservés aux archives nationales à Paris, Paris, 1872 (lire en ligne)